# Dieter Kurrat
Dieter „Hoppy“ Kurrat (ur. 15 maja 1942 w Dortmundzie, zm. 25 października 2017 w Holzwickede) – niemiecki piłkarz grający na pozycji pomocnika, trener.
Reprezentował barwy Borussii Dortmund (mistrz Niemiec, zdobywca Pucharu Niemiec, zdobywca Pucharu Zdobywców Pucharów oraz SV Holzwickede (amatorskie mistrzostwo Niemiec jako grający trener).
Był kluczowym zawodnikiem Borussii Dortmund, która w latach 1960–1967 odnosiła sukcesy w rozgrywkach krajowych i międzynarodowych. Był popularny w Dortmundzie ze względu na swoje wielkie myśliwskie serce, jak i warunki fizyczne (miał 162 cm wzrostu, co czyniło go najmniejszym zawodnikiem w historii Bundesligi. Mówiło się, że selekcjoner reprezentacji RFN – Helmut Schön miał powiedzieć o Kurracie, że gdyby był wyższy o głowę, byłby podstawowym zawodnikiem jego drużyny.

## Wczesne życie
Dieter Kurrat urodził się w czasie II wojny światowej w Dortmundzie, gdzie jego ojciec miał małą firmę przewozową w okręgu Innenstadt-Nord, niedaleko dzielnicy Borsigplatz. Przed rozpoczęciem kariery piłkarskiej uczył się handlu drutem w firmie Hoesch AG. W pierwszych latach kariery piłkarskiej pracował w browarze Dortmunder Hansa-Brauerei. W latach 1959–1960 pracował w wykończalni Hoesch AG na Stahlwerkstraße w Dortmundzie.

## Kariera

### Kariera juniorska
Dieter Kurrat karierę piłkarską rozpoczął w juniorach Merkur 07 Dortmund, gdzie szybko pokazał swój talent. W 1958 roku, gdy tylko trener Borussii Dortmund – Maximilian Merkel dowiedział się o talencie Kurrata, natychmiast sprowadził go juniorskiego zespołu klubu.

### Borussia Dortmund
W 1960 roku po podpisaniu przez jego matkę profesjonalnego kontraktu zawodowego dołączył do seniorskiej drużyny Borussii Dortmund, w której debiut zaliczył 9 października 1960 roku w zremisowanym 1:1 meczu wyjazdowym z Hamborn 07 w ówczesnej pierwszorzędnej Oberlidze zachodniej. Jako prawy biegacz stworzył w drużynie rząd biegaczy wraz z Alfredem Kelbassą i Helmutem Brachtem, gdyż wówczas wyjściowe składy były w RFN-ie były ustalane według systemu mistrzostw świata.
W sezonie 1960/1961 zdobył ze swoją drużyną wicemistrzostwo Niemiec po porażce 3:0 z FC Nürnberg na Niedersachsenstadion w Hanowerze, a w sezonie 1962/1963 po wygranej w finale 3:1 z FC Köln na Neckarstadion w Stuttgarcie zdobył mistrzostwo Niemiec oraz dotarł do finału Pucharu Niemiec, w którym Borussia Dortmund przegrała 0:3 z Hamburgerem SV na Niedersachsenstadion w Hanowerze. W sezonie 1964/1965 zajął z drużyną 3. miejsce w Bundeslidze oraz zdobył Puchar Niemiec po wygranej w finale 2:0 z Alemannią Aachen rozegranym na Niedersachsenstadion w Hanowerze, a w sezonie 1965/1966 zdobył wicemistrzostwo Niemiec oraz Puchar Zdobywców Pucharów po wygranej w finale 2:1 z angielskim FC Liverpoolem rozegranym na Hampden Park w Glasgow, a w sezonie 1966/1967 zajął 3. miejsce w Bundeslidze.
W latach 1971–1974 był kapitanem Borussii Dortmund. W tym okresie otrzymał propozycję kontraktu w Herthcie Berlin oraz we włoskiej Atalancie Bergamie, które Kurrat odrzucił ze względu na lojalność wobec Borussii Dortmund. Po spadku drużyny z Bundesligi w sezonie 1971/1972 był ostatnim zawodnikiem zespołu ze składu z sezonu 1965/1966, który zdobył Puchar Zdobywców Pucharów. Z klubu odszedł po sezonie 1973/1974. Łącznie dla klubu w latach 1960–1974 rozegrał 612 meczów, w tym 247 meczów w Bundeslidze, w których zdobył 9 goli.
Kurrat był pierwszym zawodnikiem Borussii Dortmund, który rozegrał pożegnalny mecz na Westfalenstadion, kiedy to w lipcu 1974 roku Borussia Dortmund grała z innymi zawodnikami z Bundesligi. Kurrat i pozostali uczestnicy meczu przez długi czas utrzymywali, że mecz na stadionie oglądało co najmniej 20 000 widzów, jednak protokół meczu wskazuje, iż mecz na stadionie oglądało 12 000 widzów. Kurrat otrzymał 40 000 marek niemieckich, chociaż kilka miesięcy wcześniej zrezygnował z premii lojalnościowej w wysokości 25 000 marek niemieckich ze względu na kiepską wówczas sytuację finansową klubu.

### Dalsza kariera
Dieter Kurrat po zakończeniu kariery w Borussii Dortmund, w 1974 roku przez krótki okres był tymczasowym trenerem klubu, a następnie w okresie od marca 1973 roku do czerwca 1978 roku trenował amatorski klub – SV Holzwickede, w którym od 1974 roku był grającym trenerem, a w sezonie 1975/1976 zdobył amatorskie mistrzostwo Niemiec. W okresie od listopada 1982 roku do marca 1984 roku ponownie trenował SV Holzwickede, gdzie od 1983 roku był grającym trenerem.

## Kariera reprezentacyjna
Dieter Kurrat w 1960 roku w reprezentacji RFN U-18 rozegrał 6 meczów, a także wziął udział w młodzieżowym turnieju UEFA w Austrii wraz z innymi zawodnikami, takimi jak m.in.: Karl-Heinz Bente, Werner Ipta, Kurt Haseneder, Gerhard Elfert, Stefan Reisch, na którym po zwycięstwie 1:0 z reprezentacją Turcji U-18 oraz po dwóch remisach po 1:1 z reprezentacją Węgier U-18 i reprezentacją NRD U-18 zajęli 2. miejsce w Grupie C i tym samym zakończyli udział w turnieju.
Dieter Kurrat rozegrał także 1 mecz w reprezentacji RFN U-23, który miał miejsce 25 maja 1965 roku we Fryburgu, kiedy to reprezentacja RFN U-23 wygrała 1:0 z reprezentacją Anglii U-23.

## Sukcesy

### Zawodnicze
Borussia Dortmund
- Mistrzostwo Niemiec: 1963
- Wicemistrzostwo Niemiec: 1961, 1966
- 3. miejsce w Bundeslidze: 1965, 1967
- Puchar Niemiec: 1965
- Finał Pucharu Niemiec: 1963
- Puchar Zdobywców Pucharów w piłce nożnej: 1966

SV Holzwickede
- Amatorskie mistrzostwo Niemiec: 1976

### Trenerskie
SV Holzwickede
- Amatorskie mistrzostwo Niemiec: 1976

## Po zakończeniu kariery
Dieter Kurrat do 2012 roku prowadził restaurację pn. „Hoppys Treff” w Holzwickede. Był także członkiem rady starszych w Borussii Dortmund aż do śmierci w 2017 roku.

## Życie prywatne
Dieter Kurrat był żonaty, miał dwójkę dzieci. Jego młodszy brat – Hans-Jürgen (ur. 1944) również był piłkarzem m.in. Borussii Dortmund, w którym w sezonie 1963/1964 rozegrał po 1 meczu w Bundeslidze i w Pucharze Europy.
Dieter Kurrat zmarł po długiej chorobie 27 października 2017 roku w Holzwickede w wieku 75 lat.

### Pseudonim „Hoppy”
Dieter Kurrat jako chłopiec często się bawił w kowboja wraz z kolegami na podwórku. W tamtych czasach bardzo popularny był bohater filmowy – kowboy Hopalong Cassidy, grany przez aktora Williama Lawrence'a Boyda, który potrafił obsługiwać swoje dwa rewolwery niewiarygodnie szybko, tak szybko, jak Kurrat potrafił grać piłką, a ponieważ był nazywany w filmach „Hoppy”, właśnie taki Kurrat zyskał pseudonim.